# Enstatit
Enstatit är ett bergartsbildande magnesiummineral som är en ortopyroxen och inosilikat. Den är vit, grå, grön eller brun och förekommer som fibrösa massor eller prismatiska kristaller. Man kan mycket ofta hitta den i basiska och ultrabasiska magmatiska bergarter, men man kan också hitta den i granuliter och en del andra högmetamorfa bergarter.

## Etymologi och Historia
Namnet kommer av att mineralet står emot värme I ett prov från Tjeckien beskrevs mineralet första gången 1855 av Gustav Adolf Kenngott.

## Varianter

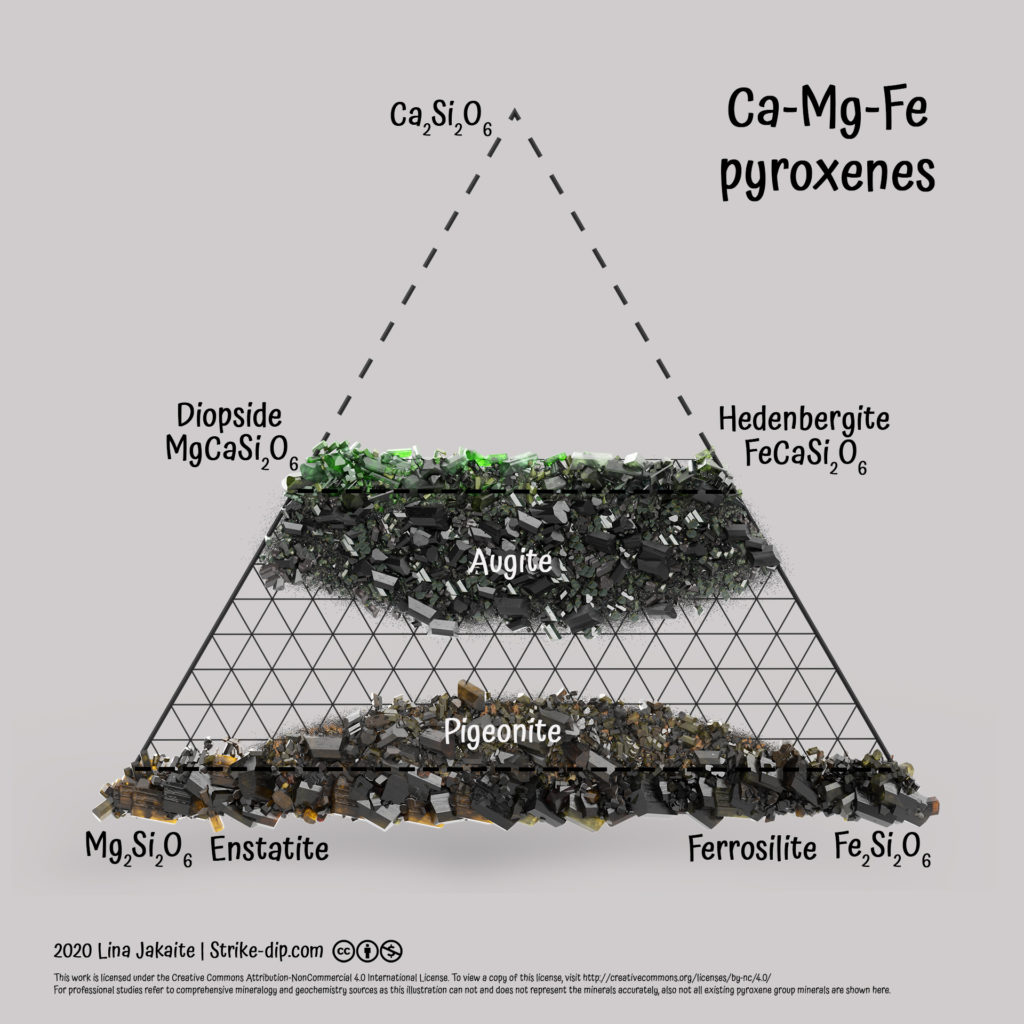
Artistisk illustration av sammansättningen hos vanliga Ca-Mg-Fe-pyroxener

Enstatit Mg2Si2O6 utgör ena ändledet i en obruten serie med järnsilikatet ferrosilit Fe2Si2O6. Sammansättningen på en sådan fast lösning kan exempelvis betecknas med En80Fs20. Enstatit kan innehålla en smärre halt kalcium. Pyroxener med molsammansättning över  50% Ca2Si2O6 har inte hittats i naturen.
En järnhaltig form av enstatit kallas bronzit. Hypersten är en föråldrad benämning på magnesiumrik ferosilit.